# Acacia spooneri
Acacia spooneri é uma espécie de leguminosa do gênero Acacia, pertencente à família Fabaceae.